# Euselasia mirania
Euselasia mirania is een vlindersoort uit de familie van de prachtvlinders (Riodinidae), onderfamilie Euselasiinae.
Euselasia mirania werd in 1868 beschreven door H. Bates.